# Труба Вентурі

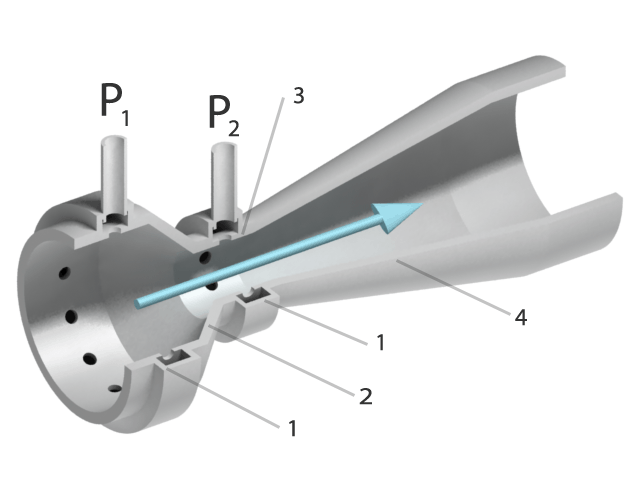
Труба Вентурі: 1 — камери вирівнювання тиску; 2 — вхідний конус (конфузор); 3 — циліндрична частина (горловина); 4 — вихідна конусна частина (дифузор)

Труба Вентурі (трубка Вентурі) — пристрій для звуження перерізу потоку, що має вхідну частину, виконану у вигляді конуса (конфузор), середню циліндричну частину (горловину) і вихідну конусну частину (дифузор). Зазвичай перед вхідним конусом поміщається додатковий циліндричний патрубок. Названа на честь італійського вченого Джованні Вентурі (1746—1822).

## Принцип роботи
В основі принципу роботи труби Вентурі лежить ефект Вентурі — явище зменшення тиску у потоці рідини або газу, коли цей потік проходить через звужену частину труби.

## Використання
Труба Вентурі знайшла своє застосування у багатьох галузях техніки, зокрема, на її основі побудовані наступні пристрої:
- звужувальні пристрої витратомірів змінного перепаду тиску (витратомір Вентурі);
- швидкісні газопромивачі, що застосовуються, головним чином, для очищення газів від мікронного і субмікронного пилу в устаткуванні систем очищення запилених технологічних газів (скрубер Вентурі);
- ежекторні системи струминних насосів для відсмоктування рідин, газів, пари або сипких мас;
- інжекторні системи для приготування сумішей та подачі їх під тиском в енергетичному та хімічному обладнанні та в системах поливу та внесення добрив (інжектор Вентурі).

### Труба Вентурі у витратомірах
Див. також Манометричні витратоміри
Співвідношення основних розмірів труб та умови використання наведені у ДСТУ ГОСТ 8.586.4:2007 (ISO 5167-4:2003)

#### Умови використання
Труба Вентурі застосовується без індивідуального градуювання і встановлюється на трубопроводах діаметром від 50 до 1200 мм призначеннях числа Рейнольдса понад 2·104.
Застосування труб Вентурі залежить від їх різновиду, зумовленого способом виготовлення їх вхідної конічної частини, профілю перетину вхідного конуса та відносного діаметра β горловини (відношення діаметра d горловини до внутрішнього діаметра D вимірювального трубопроводу перед звужуючим пристроєм):
- з литою без обробки вхідною конічною частиною (0,1 м ≤ D ≤ 0,8 м; 0,30 ≤ β ≤ 0,75; Re ≥ 4·104);
- з литою обробленою вхідною конічною частиною (0,05 м ≤ D ≤ 0,25 м; 0,40 ≤ β ≤ 0,75; 4·104·β ≤ Re ≤ 108·β);
- зі зварною з листової сталі вхідною конічною частиною (0,2 м ≤ D ≤ 1,2 м; 0,40 ≤ β ≤ 0,70; Re ≥ 4·104).

#### Профіль труби Вентурі
Звужуюча конічна частина для всіх різновидів труб Вентурі повинна мати кут конуса 21° ± 1° і довжину 2,7(D-d).
Горловина повинна бути циліндричною і мати довжину (1 ± 0,3)d. Дифузор повинен мати кут φ від 7° до 15° (рекомендується 7° ≤ φ ≤ 8°). Труба Вентурі називається «вкороченою», якщо вихідний діаметр дифузора менший за діаметр D. Дифузор може бути вкорочений на 35% його довжини.

#### Матеріал виготовлення труби Вентурі
Звужуючий пристрій повинен бути виготовлений з корозійно-ерозійно-стійкого по відношенню до середовища матеріалу, температурний коефіцієнт лінійного розширення якого відомий в діапазоні зміни температури середовища. Найбільшого поширення набули нержавіючі сталі. До числа їх слід віднести сталі марок Х17, Х23Н13 і 1Х18Н9Т

#### Відбір тиску
Тиск у горловині і вхідному патрубку слід відбирати крізь отвори у стінках та крізь осереднюючі камери (камери вирівнювання тиску) (див. рисунок). Якщо d ≥ 33,3 мм, то діаметр отворів для відбору тиску повинен бути від 4 до 10 мм. При цьому діаметр отворів для відбору тиску до труби Вентурі повинен бути не більшим за 0,1d , а в горловині труби Вентурі — не більшим за 0,13d. Якщо d < 33,3 мм, то діаметр отворів для відбору тиску в горловині повинен бути в межах від 0,1d до 0,13d, а діаметр отворів до труби Вентурі — від 0,1d до 0,1D.

#### Принцип методу вимірювання
Метод вимірювання витрати середовища, базується на створенні за допомогою труби Вентурі місцевого звуження потоку, частина потенційної енергії якого переходить у кінетичну енергію. Середня швидкість потоку в місці його звуження підвищується, а статичний тиск стає меншим за статичний тиск до труби Вентурі. Різниця тиску (перепад тиску) тим більший, чим більша витрата середовища, і, отже, вона може служити мірою витрати.
Об'ємна витрата визначається виразом:
{\displaystyle Q={\frac {CA_{2}}{\sqrt {1-\left({\dfrac {A_{2}}{A_{1}}}\right)^{2}}}}{\sqrt {2{\frac {P_{1}-P_{2}}{\rho }}}}}, де
C — експериментальний коефіцієнт, що відображає втрати всередині витратоміра;
A1 і A2 — площі перерізів трубопроводу и горловини відповідно;
ρ — густина рідини чи газу;
P1 і P2 — статичні тиски на вході трубі і в горловині.
Детальніші методики розрахунків наведено в ДСТУ ГОСТ 8.586.1:2009 (ИСО 5167-1:2003).
Похибка вимірювання витрати з використанням труби Вентурі зазвичай становить 2—10%

#### Недоліки
Основний недолік звичайних труб Вентурі: великі розміри і маса, що ускладнює монтаж, особливо на діючих трубопроводах. Тому частіше застосовують скорочені труби. Використовують ці прилади у випадках, коли втрати тиску за високих швидкостей можуть бути занадто великими, зокрема при вимірюванні великих витрат рідини.

### Труба Вентурі у швидкісних газоочисниках

Труба Вентурі у системі газоочистки доменного газу. Знаходиться за напрямком потоку газу за скрубером. Трубу Вентурі показано стрілочкою.

#### Призначення
Швидкісні газопромивачі застосовуються, головним чином, для очищення газів від мікронного і субмікронного пилу. Принцип дії цих апаратів базується на інтенсивному дробленні газовим потоком, який рухається з великою швидкістю (близько 60…150 м/с), зрошувальної його рідини. Осадженню частинок пилу на краплинах зрошувальної рідини сприяє турбулентність газового потоку і високі відносні швидкості між вловленими частинками пилу і краплинами.
Найбільш розповсюдженим апаратом цього класу є скрубер Вентурі, що є найефективнішим з мокрих пиловловлювачів, які застосовуються в промисловості. Основна частина скрубера Вентурі, з метою зниження шкідливих гідравлічних втрат, виконується у вигляді труби Вентурі.

#### Принцип роботи
Труба Вентурі використовується, наприклад, для тонкого очищення доменного газу після грубого очищення його у пилевловлювачі і напівтонкого очищення у скрубері. Газ потрапляє у конфузор, де проходить через завісу зрошувальної води, що подається форсунками у звужену частину труби (горловину) перпендикулярно напрямку руху газу. Завдяки високій швидкості газу (збільшується через зменшення перерізу труби у горловині) та зниженню тиску вода дробиться на дуже дрібні краплі. Все це сприяє кращому змочуванню часток пилу і забезпечує вловлювання часток пилу розміром у десяті долі мікрометра. У дифузорі швидкість газу зменшується і відбувається злиття (коагуляція) крапель води, що несуть пил, їхня маса збільшується, що полегшує їх відокремлення від газу.

#### Конструктивні відмінності
Існує велика кількість конструкцій скруберів Вентурі, які відрізняються перерізом і довжиною горловини, способом підведення зрошувальної рідини, компонуванням тощо. За конфігурацією поперечного перерізу труби Вентурі поділяються на круглі, щілинні та кільцеві. Круглі труби Вентурі мають переважне розповсюдження при малих об'ємах очищувальних газів. При великих об'ємах газів доцільно застосовувати труби Вентурі з кільцевою горловиною і центральним підведенням зрошення або щілинні труби Вентурі з плівковим зрошенням.
Найпоширенішими є газопромивачі Вентурі типу ГВПВ (прямоточний високонапірний), наприклад, ГВПВ-0,010-01 (цифра після тире — площа перерізу горловини труби Вентурі (м²); 01 — модифікація з підвищеним питомим зрошенням).

### Труба Вентурі в ежекційних пристроях

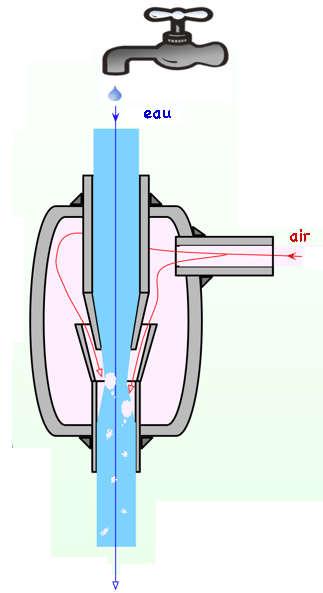
Використання труби Вентурі для створення розрідження

Ежекційний пристрій — це гідравлічний пристрій, в якому відбувається передача кінетичної енергії від одного середовища, що рухається з більшою швидкістю, до іншого. Ежектор, відповідно до закону Бернуллі, створює у звуженому перетині знижений тиск (ефект Вентурі) одного середовища, що викликає підсмоктування до потоку іншого середовища, яке потім переноситься та видаляється з місця всмоктування потоком першого середовища.
Ежектори використовують у струминних насосах, наприклад: водоструминних, рідинно-ртутних, паро-ртутних, паромасляних.

### Труба Вентурі в інжекторних системах

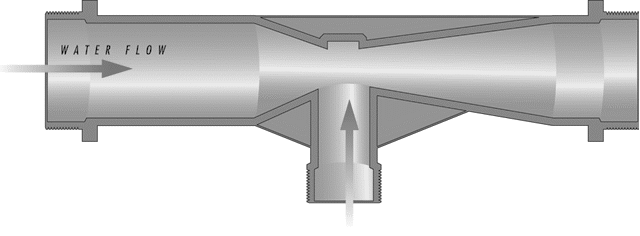
Інжектор Вентурі

Інжектор — вид струминного насоса для стискання газів і пари, а також нагнітання рідини. Інжектором рідина, газ або пара нагнітається в посудини з підвищеним тиском.
Принцип роботи інжекторів оснований на перетворенні кінетичної і теплової енергії робочого потоку в потенціальну енергію змішаного (робочого та інжекційного) потоку.
Використовується в інжекторних системах впорскування палива двигунів внутрішнього згорання, для подавання свіжої води у парові котли, для приготування і подачі хімічних розчинів у системах зрошення та внесення добрив.